# Saison NBA Development League 2009-2010
Navigation
Saison 2008-2009 Saison 2010-2011
La saison NBA Development League 2009-2010 est la 9e saison de la NBA Development League, la ligue mineure de la National Basketball Association (NBA). Les Vipers de Rio Grande Valley remportent leur premier titre de champion,  en s'imposant en finale face aux 66ers de Tulsa.

## Saison régulière
| Conférence Est           | Conférence Est | Conférence Est | Conférence Est | Conférence Est |
| Équipe                   | Victoires      | Défaites       | % de victoires | Écart          |
| ------------------------ | -------------- | -------------- | -------------- | -------------- |
| Iowa Energy              | 37             | 13             | 74,0 %         | —              |
| Sioux Falls Skyforce     | 32             | 18             | 64,0 %         | 5              |
| Dakota Wizards           | 29             | 21             | 58,0 %         | 8              |
| Maine Red Claws          | 27             | 23             | 54,0 %         | 10             |
| Fort Wayne Mad Ants      | 22             | 28             | 44,0 %         | 15             |
| Erie BayHawks            | 21             | 29             | 42,0 %         | 16             |
| Springfield Armor        | 7              | 43             | 14,0 %         | 30             |
| Conférence Ouest         |                |                |                |                |
| Équipe                   | Victoires      | Défaites       | % de victoires | Écart          |
| Rio Grande Valley Vipers | 34             | 16             | 68,0 %         | —              |
| Austin Toros             | 32             | 18             | 64,0 %         | 2              |
| Reno Bighorns            | 28             | 22             | 56,0 %         | 6              |
| Utah Flash               | 28             | 22             | 56,0 %         | 6              |
| Tulsa 66ers              | 27             | 23             | 54,0 %         | 7              |
| Idaho Stampede           | 25             | 25             | 50,0 %         | 9              |
| Albuquerque Thunderbirds | 18             | 32             | 36,0 %         | 16             |
| Bakersfield Jam          | 17             | 33             | 34,0 %         | 17             |
| Los Angeles D-Fenders    | 16             | 34             | 32,0 %         | 18             |

## Playoffs
|  | Premier tour | Premier tour         | Premier tour |              |   | Demi-finales         | Demi-finales | Demi-finales |  |  | Finale | Finale               | Finale |
|  |              |                      |              |              |   |                      |              |              |  |  |        |                      |        |
|  | 7            | Utah Flash           | 1            |              |   |                      |              |              |  |  |        |                      |        |
|  | 1            | Iowa Energy          | 2            |              |   |                      |              |              |  |  |        |                      |        |
|  | 1            | Iowa Energy          | 2            |              | 1 | Iowa Energy          | 1            |              |  |  |        |                      |        |
|  |              |                      |              |              | 1 | Iowa Energy          | 1            |              |  |  |        |                      |        |
|  |              |                      | 8            | Tulsa 66ers  | 2 |                      |              |              |  |  |        |                      |        |
|  | 8            | Tulsa 66ers          | 8            | Tulsa 66ers  | 2 | 2                    |              |              |  |  |        |                      |        |
|  | 8            | Tulsa 66ers          |              |              |   | 2                    |              |              |  |  |        |                      |        |
|  | 4            | Sioux Falls Skyforce | 1            |              |   |                      |              |              |  |  |        |                      |        |
|  |              |                      |              |              |   |                      |              |              |  |  | 2      | Rio Grande V. Vipers | 2      |
|  |              |                      | 8            | Tulsa 66ers  | 1 |                      |              |              |  |  |        |                      |        |
|  | 6            | Reno Bighorns        | 1            |              |   |                      |              |              |  |  |        |                      |        |
|  | 2            | Rio Grande V. Vipers | 2            |              |   |                      |              |              |  |  |        |                      |        |
|  | 2            | Rio Grande V. Vipers | 2            |              | 2 | Rio Grande V. Vipers | 2            |              |  |  |        |                      |        |
|  |              |                      |              |              | 2 | Rio Grande V. Vipers | 2            |              |  |  |        |                      |        |
|  |              |                      | 3            | Austin Toros | 1 |                      |              |              |  |  |        |                      |        |
|  | 5            | Dakota Wizards       | 3            | Austin Toros | 1 | 1                    |              |              |  |  |        |                      |        |
|  | 5            | Dakota Wizards       |              |              |   | 1                    |              |              |  |  |        |                      |        |
|  | 3            | Austin Toros         | 2            |              |   |                      |              |              |  |  |        |                      |        |

## Finale
| 25 avril 2010 | Recap Boxscore | Rio Grande Valley Vipers 124, Tulsa 66ers 107      | Rio Grande Valley Vipers 124, Tulsa 66ers 107 | Rio Grande Valley Vipers 124, Tulsa 66ers 107     |  | Tulsa Convention Center, Tulsa, Oklahoma Affluence : 5,453 Arbitres : - #58 Josh Tiven - #14 Nick Buchert - #52 James Williams |
| 25 avril 2010 | Recap Boxscore | Score par quart-temps : 27–27, 34–32, 33–21, 30–27 |                                               |                                                   |  | Tulsa Convention Center, Tulsa, Oklahoma Affluence : 5,453 Arbitres : - #58 Josh Tiven - #14 Nick Buchert - #52 James Williams |
| 25 avril 2010 | Recap Boxscore | Mike Harris 24 Will Conroy 16 Will Conroy 11       | Points Rebonds Passes d.                      | Larry Owens 21 Latavious Williams 13 Wink Adams 7 |  | Tulsa Convention Center, Tulsa, Oklahoma Affluence : 5,453 Arbitres : - #58 Josh Tiven - #14 Nick Buchert - #52 James Williams |
| 25 avril 2010 | Recap Boxscore | Rio Grande Valley mène la série 1–0                |                                               |                                                   |  | Tulsa Convention Center, Tulsa, Oklahoma Affluence : 5,453 Arbitres : - #58 Josh Tiven - #14 Nick Buchert - #52 James Williams |

| 27 avril 2010 | Recap Boxscore | Tulsa 66ers 91, Rio Grande Valley Vipers 94        | Tulsa 66ers 91, Rio Grande Valley Vipers 94 | Tulsa 66ers 91, Rio Grande Valley Vipers 94      |  | State Farm Arena, Hidalgo, Texas Affluence : 6,198 Arbitres : - #34 Kevin Cutler - #36 Brent Barnaky - #33 J. T. Orr |
| 27 avril 2010 | Recap Boxscore | Score par quart-temps : 22–24, 21–18, 24–22, 24–30 |                                             |                                                  |  | State Farm Arena, Hidalgo, Texas Affluence : 6,198 Arbitres : - #34 Kevin Cutler - #36 Brent Barnaky - #33 J. T. Orr |
| 27 avril 2010 | Recap Boxscore | Larry Owens 25 Latavious Williams 8 Wink Adams 8   | Points Rebonds Passes d.                    | Mike Harris 26 Mike Harris 16 Antonio Anderson 9 |  | State Farm Arena, Hidalgo, Texas Affluence : 6,198 Arbitres : - #34 Kevin Cutler - #36 Brent Barnaky - #33 J. T. Orr |
| 27 avril 2010 | Recap Boxscore | Rio Grande Valley remporte la série 2–0            |                                             |                                                  |  | State Farm Arena, Hidalgo, Texas Affluence : 6,198 Arbitres : - #34 Kevin Cutler - #36 Brent Barnaky - #33 J. T. Orr |

## Récompenses
MVP de la saison régulière : Mike Harris (Vipers de Rio Grande Valley)
Rookie de l'année : Alonzo Gee (Toros d'Austin)
Défenseur de l'année : Greg Stiemsma (Skyforce de Sioux Falls)
Joueur d'impact de l'année : Brian Butch (Jam de Bakersfield)
Joueur ayant le plus progressé : Mildon Ambres (Stampede de l'Idaho)
Prix Jason Collier pour l'esprit sportif : Andre Ingram (Flash de l'Utah)
Entraîneur de l'année : Chris Finch (Vipers de Rio Grande Valley)
Dirigeant de l'année : Jon Jennings (Red Claws du Maine)
MVP du All-Star D-League : Brian Butch (Jam de Bakersfield)
| All-NBA D-League First Team : - Mike Harris (Vipers de Rio Grande Valley) - Dwayne Jones (Toros d'Austin) - Cartier Martin (Energy de l'Iowa) - Curtis Stinson (Energy de l'Iowa) - Reggie Williams (Skyforce de Sioux Falls) | All-NBA D-League Second Team : - Brian Butch (Jam de Bakersfield) - Will Conroy (Vipers de Rio Grande Valley) - Alonzo Gee (Toros d'Austin) - Rob Kurz (Mad Ants de Fort Wayne) - Mustafa Shakur (66ers de Tulsa) | All-NBA D-League Third Team : - Alade Aminu (BayHawks d'Érié / Jam de Bakersfield) - Antonio Anderson (Vipers de Rio Grande Valley) - Earl Barron (Energy de l'Iowa) - Curtis Jerrells (Toros d'Austin) - Larry Owens (66ers de Tulsa) |